# Diocesi di Coronel Oviedo
La diocesi di Coronel Oviedo (in latino Dioecesis Oviedopolitana) è una sede della Chiesa cattolica in Paraguay suffraganea dell'arcidiocesi di Asunción. Nel 2023 contava 529.115 battezzati su 563.904 abitanti. È retta dal vescovo Juan Bautista Gavilán Velásquez.

## Territorio
La diocesi comprende il dipartimento paraguaiano di Caaguazú.
Sede vescovile è la città di Coronel Oviedo, dove si trova la cattedrale di Nostra Signora del Rosario.
Il territorio si estende su 11.474 km² ed è suddiviso in 26 parrocchie.

## Storia
La prelatura territoriale di Coronel Oviedo fu eretta il 10 settembre 1961 con la bolla Quem ad modum di papa Giovanni XXIII, ricavandone il territorio dalle diocesi di Concepción en Paraguay e di Villarrica (oggi diocesi di Villarrica del Espíritu Santo).
Il 6 marzo 1976 la prelatura territoriale è stata elevata a diocesi.

## Cronotassi dei vescovi
Si omettono i periodi di sede vacante non superiori ai 2 anni o non storicamente accertati.
- Jerome Arthur (Gerolamo) Pechillo, T.O.R. † (10 settembre 1961 - 6 marzo 1976 nominato vescovo ausiliare di Newark)
- Claudio Silvero Acosta, S.C.I. di Béth. (15 marzo 1976 - 26 marzo 1998 nominato vescovo ausiliare di Encarnación[1])
- Ignacio Gogorza Izaguirre, S.C.I. di Béth. (26 marzo 1998 - 3 febbraio 2001 nominato vescovo di Ciudad del Este)
- Juan Bautista Gavilán Velásquez, dal 18 dicembre 2001

## Statistiche
La diocesi nel 2023 su una popolazione di 563.904 persone contava 529.115 battezzati, corrispondenti al 93,8% del totale.
| anno | popolazione | popolazione | popolazione | presbiteri | presbiteri | presbiteri | presbiteri                | diaconi | religiosi | religiosi | parrocchie |
| anno | battezzati  | totale      | %           | numero     | secolari   | regolari   | battezzati per presbitero | diaconi | uomini    | donne     | parrocchie |
| ---- | ----------- | ----------- | ----------- | ---------- | ---------- | ---------- | ------------------------- | ------- | --------- | --------- | ---------- |
| 1966 | ?           | 180.000     | ?           | 22         | 1          | 21         | ?                         |         | 25        |           | 15         |
| 1970 | 216.000     | 226.000     | 95,6        | 22         | 22         |            | 9.818                     | 10      |           |           | 9          |
| 1976 | 260.000     | 280.000     | 92,9        | 23         | 4          | 19         | 11.304                    | 1       | 28        | 29        | 14         |
| 1980 | 328.000     | 349.000     | 94,0        | 30         | 4          | 26         | 10.933                    | 2       | 32        | 31        | 13         |
| 1990 | 461.000     | 466.000     | 98,9        | 22         | 6          | 16         | 20.954                    | 3       | 28        | 38        | 20         |
| 1999 | 425.000     | 470.000     | 90,4        | 35         | 7          | 28         | 12.142                    | 1       | 61        | 66        | 17         |
| 2000 | 430.000     | 522.000     | 82,4        | 36         | 10         | 26         | 11.944                    | 2       | 61        | 76        | 19         |
| 2002 | 420.160     | 442.161     | 95,0        | 35         | 11         | 24         | 12.004                    |         | 32        | 76        | 24         |
| 2003 | 410.000     | 435.000     | 94,3        | 35         | 13         | 22         | 11.714                    | 2       | 40        | 35        | 20         |
| 2004 | 415.000     | 450.000     | 92,2        | 38         | 15         | 23         | 10.921                    | 2       | 41        | 35        | 20         |
| 2006 | 435.000     | 480.000     | 90,6        | 38         | 15         | 23         | 11.447                    | 2       | 40        | 36        | 21         |
| 2013 | 490.000     | 535.000     | 91,6        | 44         | 18         | 26         | 11.136                    | 11      | 44        | 41        | 21         |
| 2016 | 422.309     | 603.099     | 70,0        | 37         | 24         | 13         | 11.413                    | 11      | 59        | 41        | 22         |
| 2019 | 518.380     | 545.904     | 95,0        | 46         | 30         | 16         | 11.269                    | 11      | 23        | 27        | 24         |
| 2021 | 531.110     | 564.980     | 94,0        | 46         | 33         | 13         | 11.545                    | 11      | 18        | 53        | 24         |
| 2023 | 529.115     | 563.904     | 93,8        | 51         | 36         | 15         | 10.374                    | 42      | 31        | 45        | 26         |